# Sportklub Aich/Dob
Lo Sportklub Aich/Dob è una società pallavolistica maschile austriaca con sede a Bleiburg: milita nel campionato di Austrian Volley League Men.

## Storia
La società viene fondata nel 1982, quando inizia a prendere parte a campionati di carattere regionale; nel 1985-86 ottiene il titolo di campione della Carinzia. La promozione nella massima serie austriaca avviene nella stagione 1990-91: dopo diversi campionati anonimi, nell'annata 1996-97 ottiene il quinto posto, che vale per la prima volta l'accesso a una competizione europea, la Coppa CEV. A partire dalla seconda metà degli anni 2000 il club inizia a imporsi e ottiene diversi piazzamenti importanti, fra cui due secondi posti in campionato, la semifinale nella Challenge Cup 2010-11 e le finali nella Middle European League 2012-13 e 2013-14, fino al primo trofeo in assoluto, il titolo di campione d'Austria 2012-13. Questo successo porta all'esordio nella più importante manifestazione europea per club, ossia la Champions League.
Nella stagione 2020-21 si aggiudica per la prima volta la Coppa d'Austria.

## Rosa 2023-2034
| N° | Nome                   | Ruolo | Data di nascita   | Nazionalità sportiva |
| -- | ---------------------- | ----- | ----------------- | -------------------- |
| 1  | Alpár Szabó            | L     | 26 luglio 1990    | Ungheria             |
| 2  | Kristóf Horváth        | S     | 2 settembre 1999  | Ungheria             |
| 4  | Miguel Sinfrónio       | L     | 18 marzo 1999     | Portogallo           |
| 5  | Manuel Steiner         | L     | 6 giugno 1993     | Austria              |
| 7  | Elia Stosch            | P     | 14 maggio 2003    | Austria              |
| 8  | Aggelos Mandīlarīs     | O     | 7 novembre 1998   | Grecia               |
| 9  | Bryan Camino           | S     | 23 febbraio 2003  | Cuba                 |
| 10 | Jēkabs Dzenis          | L     | 14 gennaio 2000   | Austria              |
| 12 | Noel Krassnig          | S     | 30 settembre 2002 | Austria              |
| 14 | Jacob Kitzinger        | L     | 21 agosto 2003    | Austria              |
| 17 | Aleksander Grzegorczyk | S     | 5 maggio 1998     | Polonia              |
| 18 | Lukas Writz            | S     | 2 marzo 2006      | Austria              |
| 19 | Lukas Mozina           | P     | 8 giugno 2006     | Austria              |
| 20 | Jonas Mozina           | S     | 24 settembre 2007 | Austria              |
| 33 | Julio Gómez            | P     | 24 luglio 1999    | Cuba                 |

## Palmarès
- Campionato austriaco: 3

2012-13, 2017-18, 2018-19
- Coppa d'Austria: 1

2020-21
- Middle European League: 1

2017-18